# Protaetia morio
Espèce
Protaetia morio, la Cétoine noire, est une espèce d'insectes coléoptères de la famille des Scarabaeidae, de la sous-famille des Cetoniinae, elle est relativement courante dans le sud de l'Europe.

## Description
C'est un insecte long de 1,3 à 2 cm, la face dorsale est mate, noirâtre à brunâtre avec des petites taches ocrées plus ou moins marquées, voire absentes, sur le pronotum et alignées transversalement sur les élytres. La face ventrale et noire, brillante, avec une pubescence soutenue. L’apophyse mésosternale est glabre mais fortement ponctuée.
Les élytres ne s'ouvrent pas en vol, mais un espace permet le déploiement latéral des ailes membraneuses, sous les élytres. L'abdomen du mâle présente une petite dépression ventrale, ce qui permet de différencier les sexes. Le dernier sternite est entièrement ponctué chez la femelle, cette ponctuation est absente au milieu chez le mâle.

## Galerie

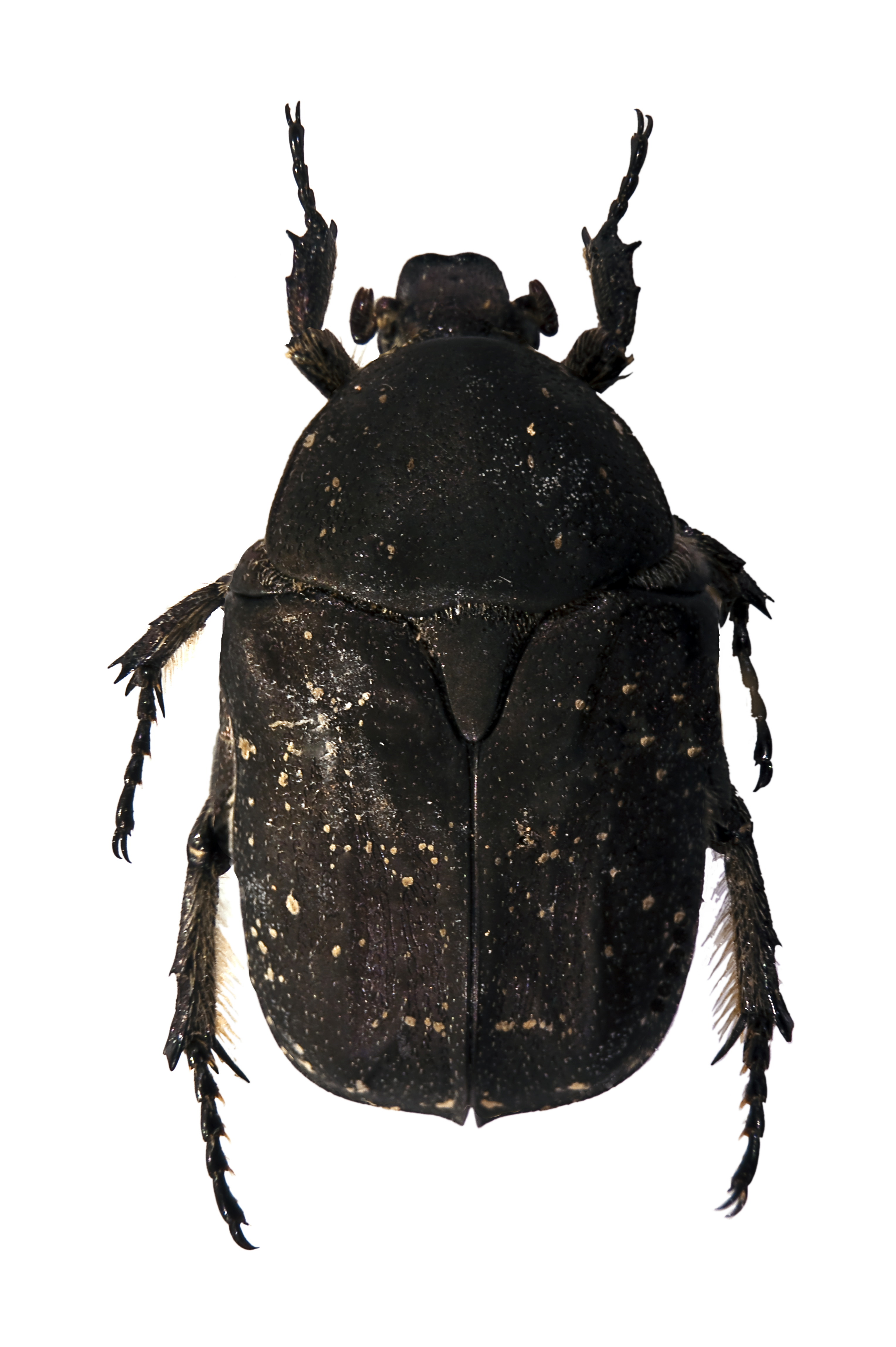
Face dorsale
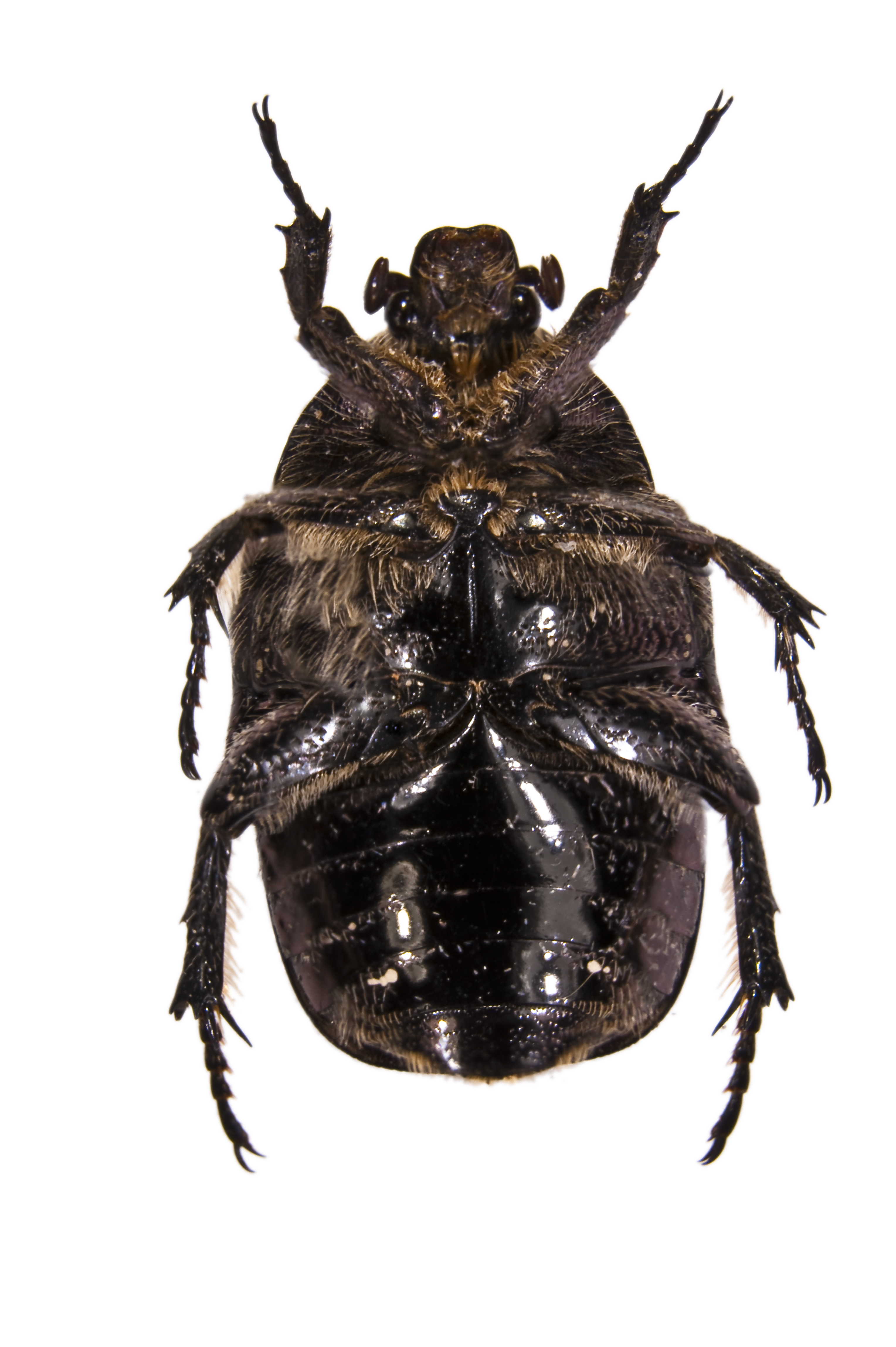
Face ventrale
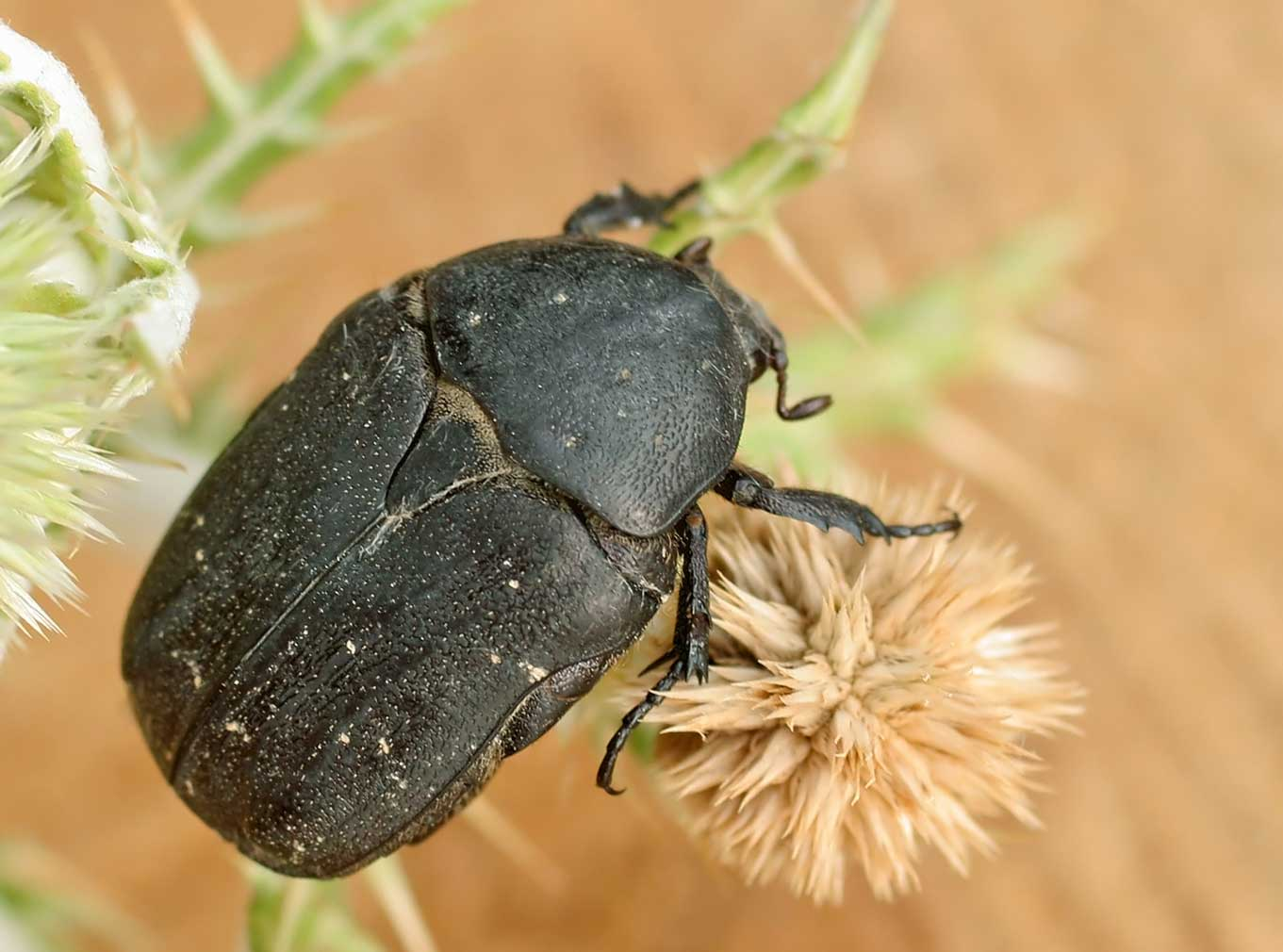
In vivo
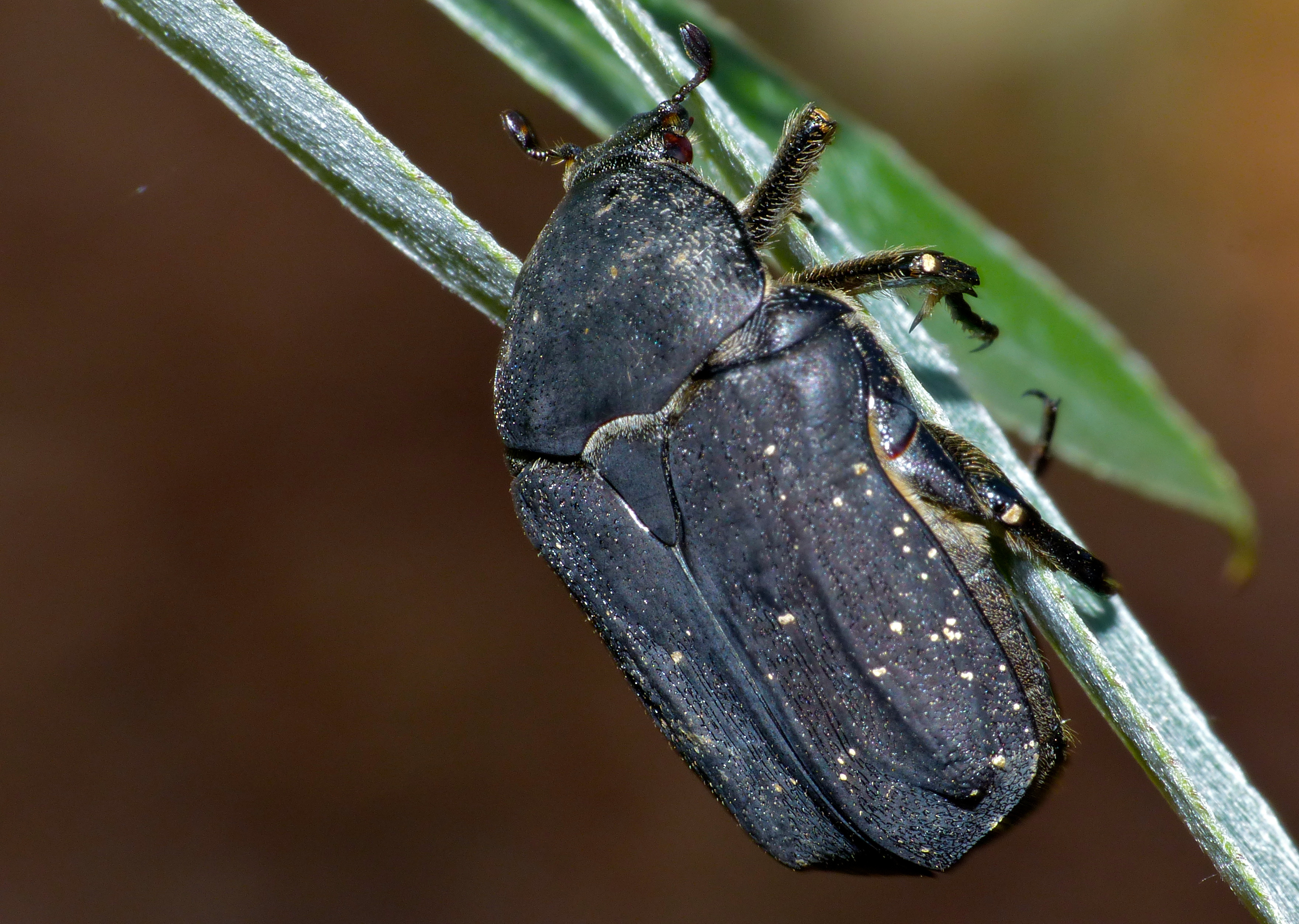
In vivo

## Répartition et habitat
Répartition
- Péninsule Ibérique, France (sauf Nord), Italie.

Habitat
- Le plus souvent dans les fleurs de chardons ou de centaurées ; sur les fruits mûrs ; peut parasiter les ruches.

## Systématique
L'espèce Protaetia morio a été décrite par l'entomologiste italien Johan Christian Fabricius en 1781 sous le nom initial de Cetonia morio.
Elle est reclassée dans le genre Protaetia et particulièrement dans le sous-genre Protaetia (Netocia)

### Synonymie
- Cetonia morio Fabricius, 1781 Protonyme
- Cetonia quadripunctata Fabricius, 1781
- Cetonia lugubis (Voet) Fabre
- Cetonia albopunctata Mulsant, 1842
- Potosia cupriventris Miksic, 1959